# Księżniczka (powieść Andrzeja Pilipiuka)
Księżniczka – powieść Andrzeja Pilipiuka z 2004 roku; druga część trylogii opowiadającej o losach kuzynek Kruszewskich, Moniki Stiepankowic i mistrza Sędziwoja. Pozostałe części to Kuzynki (2003) i Dziedziczki (2005).
Powieść jest rozbudowaną wersją opowiadania, wydanego w czasopiśmie „Science Fiction”.

## Fabuła
W tej części pojawia się Bractwo Drugiej Drogi – stowarzyszenie trudniące się otrzymywaniem złota w sposób odmienny, niż robili to alchemicy. Jego członkowie za wszelką cenę chcą wydobyć tajemnice alchemików dla własnych przyziemnych celów. W tym samym czasie na Monikę poluje dwóch łowców wampirów – Laszlo i Arminus, ten drugi posiadający nadludzkie zdolności. Sam o sobie twierdzi, że zabił Vlada Palownika (znanego jako hrabia Dracula), a pisarz Bram Stoker zmodyfikował jego historię i głównemu łowcy wampirów nadał imię: Abraham van Helsing.

## Nagrody
Zarówno powieść, jak i opowiadanie, były nominowane do nagrody im. Janusza Zajdla.

## Odbiór
Paweł Dunin-Wąsowicz pisząc w czasopiśmie „Lampa” skrytykował książkę jako „należącą do gatunku literackiej tandety”, z fabułą „trzymającą się wytartych klisz”, i „koszmarnie żartobliwym stylem" o słabej poprawności językowej. Recenzent uznał też nominację tej książki do nagrody Zajdla za niezrozumiałą, tytułując swoją recenzję jako „Kości Zajdla wirują w grobie”.
Książkę zrecenzował Jarosław Machura dla portalu Histmag. Pozytywnie odniósł się do twórczości autora, chwaląc jego warsztat autorski, i pisząc, że ten ma „zdumiewający dar tworzenia różnorodnych postaci na potrzeby swych dzieł” i tworzy „zaskakująco ciekawe opowieści pełne niebywałych przygód”, pochwalił też książkę jako zawierającą „atrakcyjną podróż po Krakowie, pełną niespodzianek i arcyciekawych informacji”.
Dla portalu Poltergeist książkę zrecenzował Marcin Segit. Chwaląc poprzednią część cyklu, uznał tom drugi serii za nieco słabszy, pisząc, że Księżniczka „jest równie dobrze napisana, równie ciekawa, ale zabrakło tu pomysłu na rozwinięcie fabuły”.
Dla fanzinu „Esensja” książkę zrecenzowała Agnieszka Szady, zauważając, że książka jest „napisana prostym stylem” i w zasadzie jest przykładem dobrej literatury dla młodzieży, z wciągającą akcją, narracją przypominającą film przygodowy, i pewną dozą informacji o wartości edukacyjnej.

## Wydania
1. Fabryka Słów, Lublin 2010, ss. 296, ISBN 978-83-7574-243-5 (miękka oprawa)
2. Fabryka Słów, Lublin 2012, ss. 296, ISBN 978-83-7574-600-6 (miękka oprawa ze skrzydełkami)
3. Fabryka Słów, Lublin 2014, ss. 304, ISBN 978-83-7574-919-9 (zintegrowana oprawa)